# Vuelo 759 de Air Canada
En la noche del viernes 7 de julio de 2017 se presentó un incidente en el tramo final del vuelo 759 de Air Canada (AC759/ACA759) que cubría la ruta  Toronto (YYZ) - San Francisco (SFO), el cual estuvo a punto de aterrizar en la calle de rodaje en la cual se encontraban cuatro aviones completamente cargados de pasajeros y con todo el combustible necesario para realizar sus vuelos, esperando para despegar. Un piloto en tierra advirtió del error que casi se convierte en el «mayor desastre de la historia de la aviación» puesto que hubo un riesgo inminente de colisión entre cinco aviones con más de 1.000 pasajeros. Una investigación de la Administración Federal de Aviación (FAA) y la Junta Nacional de Seguridad del Transporte (NTSB) comenzó luego del incidente.

## Incidente

El AC759 erróneamente se alineaba con la calle de rodaje C, que se muestra en la línea punteada azul, en vez de la pista de aterrizaje 28R, que se muestra con la línea punteada blanca, antes de que se le ordenara abortar el aterrizaje.

A las 11:46 P. m. hora local, un Airbus A320-200 que llevaba 135 pasajeros y 5 tripulantes realizaba el vuelo 759 de Air Canada, y fue autorizado para aterrizar en la pista 28R, la pista paralela 28L (L corresponde a izquierda y R a derecha desde el punto de vista del piloto), había sido cerrada a las 10 P. m. y sus luces habían sido apagadas, excepto por una franja 6 metros intermitente en el extremo cercano. En la cabina el comandante pilotaba la aeronave mientras el primer oficial estaba a cargo del monitoreo. Las especulaciones iniciales afirman que el piloto creyó que la pista 28R (derecha) era la 28L (izquierda) y por lo tanto se alineó para aterrizar en la calle de rodaje C, lo cual fue confirmado en entrevistas posteriores con el piloto y el primer oficial. Sin embargo, las calles de rodaje y las pistas estaban iluminadas con diferentes colores e intensidades, y no fue claro si la señal de alineación por radio estaba operando en ese momento. Estudios preliminares posteriores mostraron que, además, el Servicio Automático de Información de Terminal (ATIS) avisó que la pista 28L estaba cerrada y apagada. De acuerdo con la investigación preliminar de la Transportation Board, como el clima estaba despejado, el piloto del AC759 no creyó necesario activar el sistema de aproximación por instrumentos y confió en la aproximación visual, como suele realizarse en tales condiciones.
La calle de rodaje C ya tenía cuatro aviones, en fila esperando para despegar, tres de United Airlines y uno de Philippine Airlines. El piloto del AC759 vio algunas luces sobre la pista, así que a las 11:55:46 P. m. preguntó a la torre si la 28R estaba despejada, por lo que la torre le confirmó a las 11:55:56 P. m. que en la 28R sólo estaba él. En una entrevista posterior los pilotos del AC759 dijeron que cuando faltaban unos 500 metros para llegar al umbral no vieron aviones en la pista, pero veían  que algo no estaba bien. El vuelo 115 de Philippine Airlines que esperaba en la calle de rodaje encendió sus luces de aterrizaje para alertar al AC759 que estaban descendiendo sobre ellos en la rodadura C. El piloto del vuelo 1 de United Airlines (UA001) que estaba el primero en la secuencia de despegue, interrumpió la comunicación de radio a las 11:56:01 p. m. preguntando para dónde iba ese avión, porque iba directo a la calle de rodaje. Entonces a las 11:56:10 P. m. el controlador aéreo le ordenó al AC759 abortar el aterrizaje. Después de que el AC759 levantara de nuevo el vuelo, el controlador aéreo le informó por radio que parecía que estaba alineado con la calle de rodaje C (Charlie)." aunque el AC759 había empezado a ascender antes de recibir la orden de abortar el aterrizaje.
Luego el piloto, del UA001 dijo por radio que el Air Canada voló directamente sobre ellos y el controlador respondió confirmando que así había ocurrido Durante su primera aproximación el AC759 voló unos 400 metros sobre la rodadura C, llegando a descender a una altitud de 24 metros y llegó a estar a 8 metros de los cuatro aviones que esperaban para despegar antes de que se le ordenara abortar el aterrizaje. De acuerdo con la grabadora de datos de vuelo, los pilotos empujaron las palancas cuando el avión estaba a 25 metros  del suelo y la altitud mínima fue de 17 metros, aproximadamente 2,5 segundos después de que las palancas hubieran sido empujadas. Un piloto no involucrado en el incidente mencionó que si el AC759 hubiera esperado 5 segundos más antes de levantar el vuelo, habría colisionado con el tercer avión (UAL863) en la calle de rodaje.
El aeropuerto de San Francisco fue el primero en Estados Unidos en instalar un sistema de Sistema de vigilancia de la superficie del aeropuerto (ASSC), el cual debió alertar a la torre del potencial conflicto entre los movimientos de la pista de aterrizaje y la calle de rodaje. El AC759 desapareció del ASSC del controlador durante 12 segundos, entre las 11:55:52 y las 11:56:04 P. m. (poco después que el Air Canada preguntara si la pista estaba despejada y el United Airlines 1 les avisara que iban sobre la rodadura C), porque estaba demasiado lejos de la 28R.
El AC759 abortó su primera aproximación y aterrizó sin incidentes en el segundo intento. En la torre sólo había un controlador aéreo realizando el monitoreo del campo y de las frecuencias, lo cual suele ser realizado por dos controladores.

## Aeronaves
El avión AC759 de esa noche era un Airbus A320-211, matrícula C-FKCK, de 17 años de fabricación, cuyo primer vuelo fue el 1 de diciembre de 1998.
| Aerolínea           | Vuelo    | Aeronave         | Capacidad | Matrícula | Origen                                                    | Destino                                                  |
| ------------------- | -------- | ---------------- | --------- | --------- | --------------------------------------------------------- | -------------------------------------------------------- |
| Air Canada          | AC 759   | Airbus A320-211  | 146       | C-FKCK    | Aeropuerto Internacional Toronto Pearson, Toronto, Canadá | Aeropuerto Internacional de San Francisco                |
| United Airlines     | UAL 1    | Boeing 787-9     | 252       | N29961    | Aeropuerto Internacional de San Francisco                 | Aeropuerto Internacional de Singapur                     |
| Philippine Airlines | PAL 115  | Airbus A340-300  | 264       | RP-C3441  | Aeropuerto Internacional de San Francisco                 | Aeropuerto Internacional Ninoy Aquino, Manila, Filipinas |
| United Airlines     | UAL 863  | Boeing 787-9     | 252       | N13954    | Aeropuerto Internacional de San Francisco                 | Aeropuerto de Sídney, Sídney, Australia                  |
| United Airlines     | UAL 1118 | Boeing 737-900ER | 177       | N62895    | Aeropuerto Internacional de San Francisco                 | Aeropuerto Internacional de Orlando                      |

## Investigación
El incidente no es considerado reportable según las leyes federales pero el presidente de la NTSB le consideró el incidente más significante casi trágico que han tenido en décadas y le urge a la NTSB revaluar los requisitos para reportarlo. Se le informó del incidiente a la NTSB el 9 de julio, y ésta encabezó la investigación con asistencia de la FAA. La  Transportation Safety Board of Canada (TSB) sirvió como facilitador para transmitir la información entre Air Canada y la NTSB. La TSB entregó la información preliminar con el caso N° A17F0159 el 11 de julio de 2017. La NTSB le asignó el código DCA17IA148 al caso.
Un piloto retirado declaró que el Aeropuerto de San Francisco requiere "vuelo de precisión", las dos pistas (28R y 28L) están separadas lateralmente por unos 228 metros , mientras que la calle de rodaje C está separada de la 28R por menos de 150 metros. Otros pilotos indicaron que algunas aerolíneas requieren que todas sus aeronaves usen el sistema de aterrizaje instrumental (ILS) sin importar el clima o la visibilidad, la cual podría advertir a cabina cuando el avión está alineado con la calle de rodaje. Dave Jones, el comisionado de seguros de California y los pasajeros del AC759, escribieron una carta a Air Canada una semana después del incidente solicitando su cooperación con la investigación.
Los resultados de la investigación final aún están pendientes. Según los resultados preliminares de la NTSB sobre la telemetría registradora de datos de vuelo, se informó el 2 de agosto de 2017, que el AC759 alcanzó una altitud mínima de 18 metros  sobre el suelo, mientras que el alto de la cola de los Boeing 787-9, (de los cuales había dos en la calle de rodaje C) es de 16 metros. El grabador de voz de la cabina fue sobreescrito antes de que la investigación empezara pues el C-FKCK realizó tres vuelos más el 8 de julio antes de que la NTSB fuera informada del incidente el 9 de julio.

## Consecuencias
A raíz del incidente, a principios de agosto, la Administración Federal de Aviación modificó los procedimientos de aterrizaje nocturno en el Aeropuerto de San Francisco, prohibiendo las aproximaciones visuales por la noche cuando una pista paralela esté cerrada y reemplazándolas por una aproximación por instrumentos. Además requiriendo de dos controladores de tránsito aéreo en la torre de control hasta que termine el tráfico de llegada en la noche.